# Llops de guerra
Llops de guerra (títol original: Wolves of War) és una pel·lícula britànica de 2022, dirigida per Giles Alderson. Protagonitzada per Ed Westwick, Rupert Graves i Sam Gittins, la pel·lícula se centra en un comando d'elit encarregat de rescatar un ostatge estatunidenc de mans dels nazis al final de la Segona Guerra Mundial. S'ha doblat i subtitulat al català.

## Sinopsi
Al final de la Segona Guerra Mundial, un dur oficial britànic lidera un grup de comandos aliats en territori enemic a Baviera, en una última missió impossible per a extreure a un estatunidenc ostatge dels nazis.

## Repartiment
- Rupert Graves com a professor Hopper
- Ed Westwick com a Jack Wallace
- Jack Parr com a Reece Owens
- Éva Magyar com a Elsa
- Anastasia Martin com a Hannah
- Sam Gittins com a Deegan
- Jamie B. Chambers com a soldat alemany